# Fort Fairfield
Fort Fairfield est une ville située dans l’État américain du Maine, dans le comté d’Aroostook. 

## Géographie
|                      | Limestone (Maine) | Aroostook     |
|                      | Fort Fairfield    | Perth-Andover |
| Presque Isle (Maine) |                   |               |